# Sphenisciformes
Sphénisciformes, Spheniscidae · Manchots
«  Manchot  » redirige ici. Pour les autres significations, voir Manchot (homonymie).
Les manchots ne doivent pas être confondus avec les pingouins.
Manchot empereur (Aptenodytes forsteri),

Gorfou des Snares (Eudyptes robustus),

Manchot du Cap (Spheniscus demersus),

Manchot pygmée (Eudyptula minor),

Manchot papou (Pygoscelis papua),

Manchot antipode (Megadyptes antipodes).

Ordre
Famille
Synonymes
Les Sphénisciformes (Sphenisciformes) sont un ordre d'oiseaux de mer inaptes au vol vivant dans l'hémisphère sud et dont les membres sont appelés « manchots ». Les manchots à aigrettes (le genre Eudyptes) sont également nommés « gorfous ». Les espèces modernes sont regroupées dans la famille des Sphéniscidés (Spheniscidae).
Les manchots actuels sont classés en dix-huit espèces, réparties des environnements polaires aux environnements tropicaux de l'hémisphère sud.
Les ailes des manchots, devenues inutilisables pour le vol, sont par contre très adaptées à la nage et à la plongée. Elles sont couvertes d'une couche dense de plumes courtes et raides. Le duvet plumeux à la base des plumes piège  l'air chaud, tandis que la pointe huileuse isole de l'eau. Le manchot papou peut atteindre 35 km/h à la nage (contre 9 km/h pour le meilleur nageur olympique) et le manchot empereur peut plonger à plus de 520 m pour rechercher de la nourriture, soit le record absolu chez tous les oiseaux.
Le cri des manchots est appelé « braiement » ou « jabotement ».
Dans le langage courant, ces oiseaux sont parfois abusivement nommés « pingouins », terme désignant deux espèces d'Alcidés de l'hémisphère nord (une vivante et apte au vol ; une éteinte et non volante), génétiquement très éloignées des manchots mais présentant une vague ressemblance visuelle et une convergence évolutive avec ces derniers. Cette confusion est alimentée par l'usage, dans la plupart des langues européennes, de cognats du mot « pingouin » pour désigner les manchots, par exemple « penguin » en anglais. L'île française, dite des Pingouins, située dans l'hémisphère sud (archipel des Crozet), est habitée par des manchots ; son point culminant est toutefois le mont des Manchots.

## Dénomination
Le terme « pingouin » et ses équivalents anglais ou encore néerlandais désignent à l'origine l'espèce du Grand Pingouin (Pinguinus impennis), oiseau inapte au vol, qui vivait dans le nord de l'océan Atlantique et qui appartient à la famille des Alcidés,,. Ces termes furent ensuite utilisés par les premiers européens à découvrir des manchots, notamment le Manchot de Magellan et le Manchot du Cap, du fait de leur ressemblance avec le Grand Pingouin et de leur incapacité à voler. On a alors commencé à parler, en français comme dans les autres langues, des « Pingouins du Nord » et des « Pingouins du Sud ».

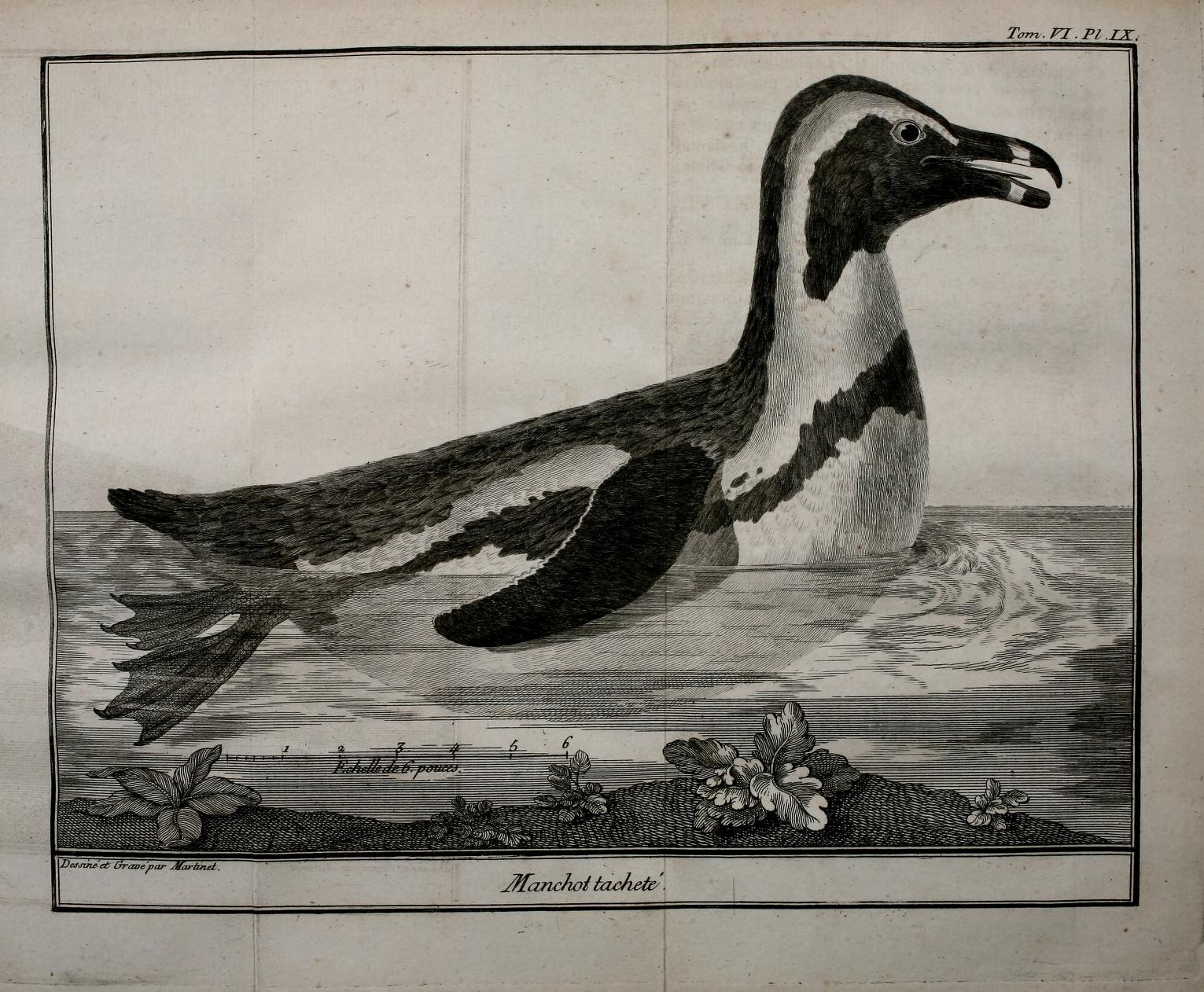
Planche d'illustration de Ornithologie, Brisson (1760) par François-Nicolas Martinet. L'espèce désignée ici sous le nom de « Manchot tacheté » correspond au Manchot du Cap.

Cependant les scientifiques ont rapidement compris qu'il s'agissait d'oiseaux n'ayant pas de lien de parenté avec le Grand pingouin, et c'est l'ornithologue français Mathurin Jacques Brisson en 1760 qui créa le genre Spheniscus, éponyme de la famille et de l'ordre, ainsi que le terme « manchot » en français, en référence à leurs ailes réduites, terme qui fut ensuite repris par Buffon pour désigner tous les oiseaux de cette nouvelle famille. Ce terme était encore plus nécessaire en français que dans les autres langues du fait que le terme « pingouin » était utilisé dans le nom d'autres alcidés, comme encore aujourd'hui pour le Petit Pingouin (Alca torda). Aucune autre langue n'ayant créé un nouveau terme pour cette nouvelle famille d'oiseaux de l'hémisphère Sud, les termes équivalents à « pingouin » ont peu à peu désigné uniquement ces nouveaux oiseaux, laissant le Grand Pingouin désigné par des termes utilisant l'équivalent de « alque » (le nom de « Grand alque » existait également en français). Ce glissement de sens dans les langues étrangères s'est définitivement figé avec la disparition du Grand Pingouin au début du XIXe siècle. Ainsi, face aux autres langues qui ont conservé ou adopté un terme équivalent à « pingouin » pour désigner ces oiseaux, le terme « manchot » a eu beaucoup de mal à s'imposer ailleurs que dans les milieux scientifiques. Même les navigateurs ont bien souvent continué à utiliser le terme de « pingouin » comme le commandant Jean-Baptiste Charcot, dans son Journal de l'expédition antarctique française (1903-1905). Anatole France s'amusera plus tard de cette situation dans la préface de son roman satirique L'Île des Pingouins :

« Mais si les manchots s’appellent pingouins, comment s’appelleront désormais les pingouins ? Le docteur J.-B. Charcot ne nous le dit pas et il n’a pas l’air de s’en inquiéter le moins du monde. »

— Anatole France, L’Île des Pingouins

De même cette réflexion de Jean Cocteau et attribuée à tort à Jacques-Yves Cousteau : 

« Le nom officiel du Pingouin est « manchot » mais « nous n'avons pas le cœur à leur appliquer ce terme péjoratif ». »

 Ce problème est aussi accentué par les mauvaises traductions en français de documents, de livres ou de films étrangers, principalement anglo-saxons, qui traduisent à tort « penguin » ou ses équivalents par « pingouin » au lieu de « manchot ».

## Caractéristiques

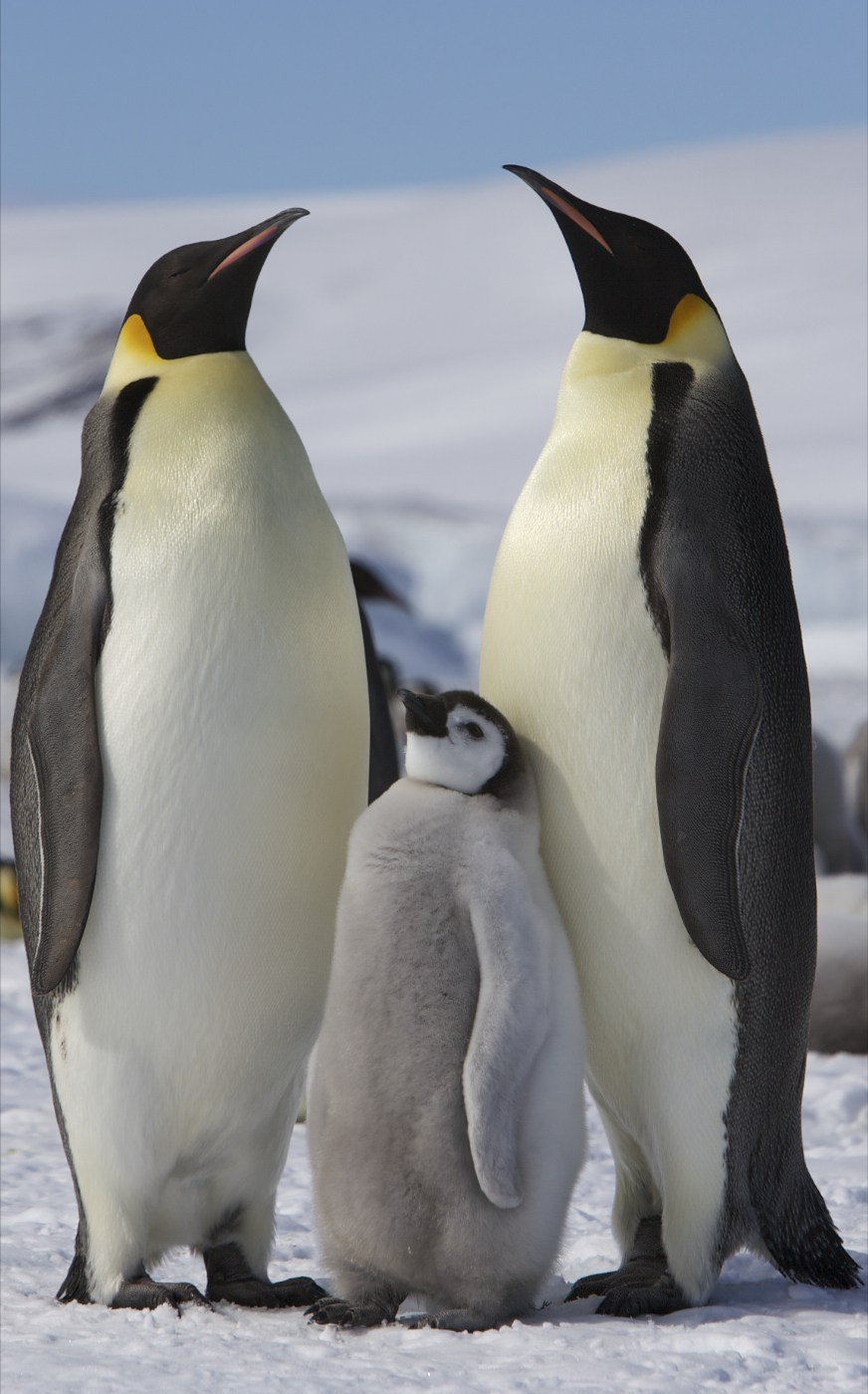
Manchot empereur (Aptenodytes forsteri).

Ces oiseaux sont incapables de voler à cause de leur adaptation à la vie aquatique. Ils sont de taille moyenne à grande (de 40 à 115 cm). Ils ont le corps trapu, les pattes courtes, et leurs ailes sont transformées en palettes natatoires.
On les rencontre dans les régions marines de l'hémisphère Sud, surtout dans les eaux froides antarctiques et sub-antarctiques.
Ces oiseaux sont massifs, avec un cou qui semble court (tant il est enrobé de graisse), un bec pointu et des pattes palmées. L'articulation des fémurs au niveau de la ceinture pelvienne leur impose une stature verticale au sol. Le fait qu'ils soient massifs et donc que leurs pattes, leur tête, leurs nageoires pectorales et leur queue ne soient pas réellement séparées du corps, leur confère une bonne résistance au froid. En effet, la surface en contact avec l'extérieur est réduite. De plus, les fossiles de manchots montrent la présence de sillons au niveau de l'humérus et de la nageoire antérieure, sillons qui indiquent l'existence d'un plexus adapté à la thermorégulation de la circulation sanguine (sorte d'échangeurs à contre-courant entre le sang veineux froid et le sang artériel chaud) pour pouvoir, dans un climat qui était chaud à l'époque, plonger dans des eaux très froides pour aller chercher leur nourriture et qui aujourd'hui leur sert à se protéger contre le climat froid. Ils possèdent, en outre, une bonne couche de graisse. Leur plumage est coloré, noir sur l'ensemble de la face dorsale et blanc sur le ventre, agrémenté, chez certaines espèces, de rouge, d'orange ou de jaune sur le cou et la tête. Il est formé de petites plumes très serrées, comparables à des écailles, uniformes sur tout le corps, fait unique chez les oiseaux.
Leurs ailes, très réduites, ne leur permettent absolument pas de voler, mais sont formidablement adaptées à la nage. Maladroits et lents sur le sol où ils se laissent volontairement glisser, les manchots sont remarquablement agiles et rapides dans l'eau. Leurs ailes leur servent alors de nageoires, et leurs pattes palmées de gouvernail. Contrairement aux autres oiseaux, chez qui la mue est souvent progressive, les plumes se détachent par plaques chez les manchots. Le manchot en train de muer ne va pas en mer se nourrir.
Les manchots doivent revenir, à terre ou sur la banquise, dans leur colonie appelée rookerie, pour s'occuper de leurs jeunes. Ils sont célèbres pour leurs exploits en matière d'endurance : le Manchot empereur élève ses poussins en Antarctique, dans des conditions parfois extrêmes — températures hivernales inférieures à −60 °C et vents avoisinant les 200 km/h. Pendant deux mois, le mâle jeûne, avec pour seul devoir, celui de couver les œufs, qu'il doit maintenir en équilibre au dos de ses pattes pour les isoler de la banquise de glace.
Leur mode de vie en dehors de la période de nidification est peu connu. Ils passent plusieurs mois d'affilée en mer. Une hypothèse concernant leur sommeil est que celui-ci se déroule un hémisphère cérébral à la fois, à l'image des dauphins et des martinets.
Le plus petit des manchots actuels est le Manchot pygmée qui pèse moins d'un kilogramme, alors que le plus gros, le Manchot empereur, atteint les 45 kg. La plupart des adultes de cette famille pesant entre 2 et 15 kg.

## Comportement

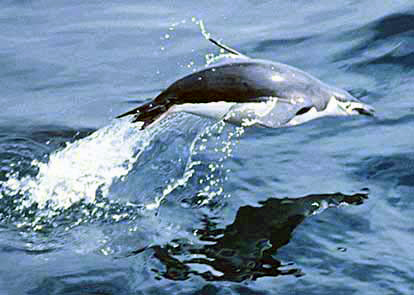
Manchot à jugulaire qui marsouine

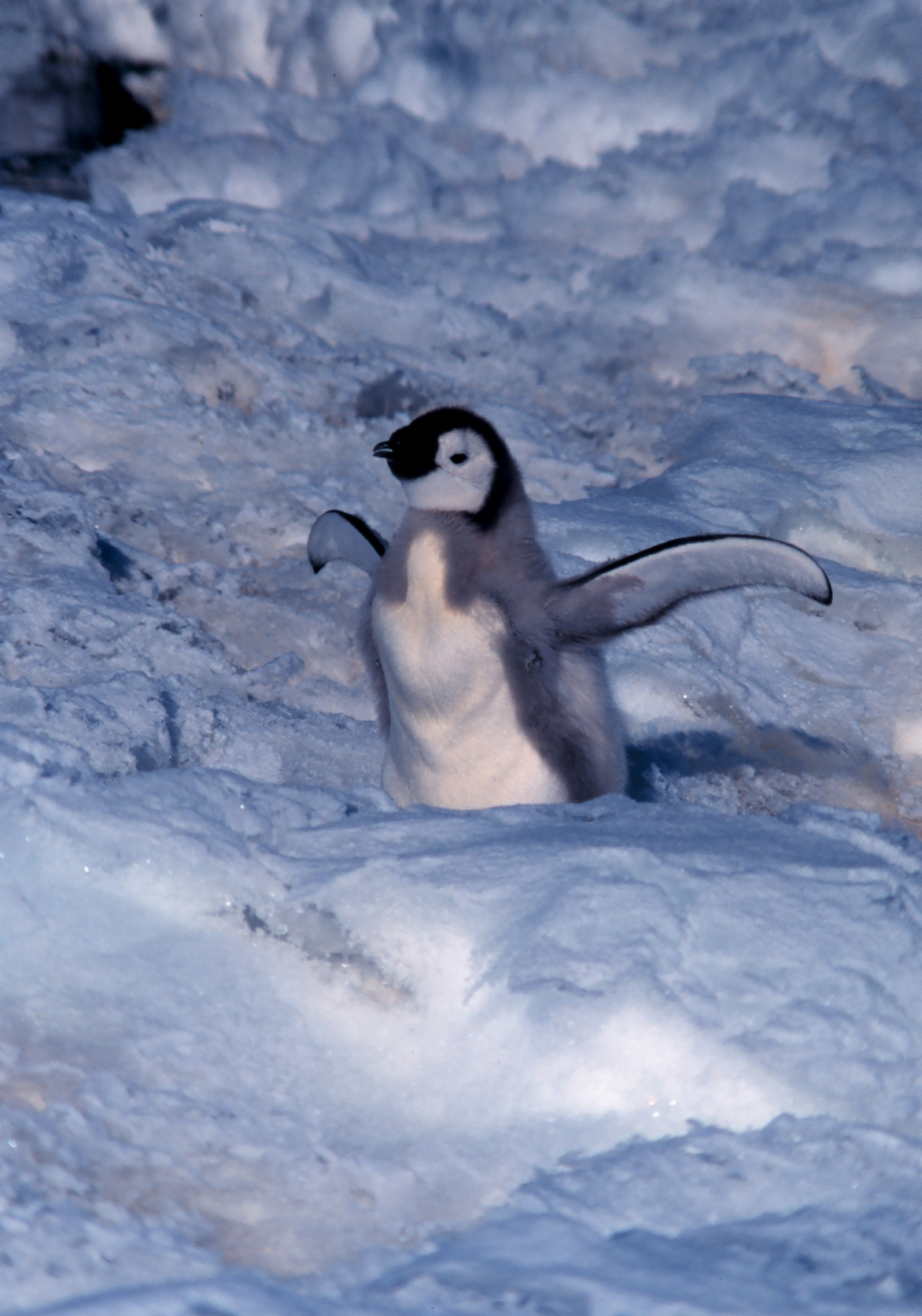
Petit Manchot Empereur

Ces oiseaux se nourrissent de poissons, de seiches, de crustacés et de mollusques.

Leur attitude sociale est très développée : ils sont grégaires. Ils se groupent pendant les tempêtes afin de se protéger mutuellement. Comme les oiseaux situés à la périphérie sont très exposés au vent, ils se relaient à cette position en se déplaçant continuellement les uns par rapport aux autres. Ce regroupement en mouvement est appelé « tortue », car elle rappelle la célèbre formation défensive romaine. En effet, même le manchot empereur, très tolérant aux températures basses de l'Antarctique, ne survivrait pas s'il se retrouvait isolé dans la tempête.
La profondeur à laquelle ces espèces peuvent plonger varie selon les espèces. Les Aptenodytes atteignent plus de 500 mètres alors que les manchots pygmées ne dépassent pas les 70 mètres. Les plus grandes espèces peuvent pêcher plus loin à plus grande profondeur. Rappelons que la vitesse de nage des petits poissons (et du krill, mets usuel du manchot) double pour une élévation de température de l'eau de 5 °C à 15 °C, sans que l'oiseau pêcheur voie sa propre vitesse croître.
Les manchots sont célèbres pour leurs penchants sexuels extrêmes, au point que George Murray Levick a autocensuré les découvertes qu'il fit sur ce sujet, lors du séjour de l'expédition Scott dans l'Antarctique de 1910 à 1913,. Levick, qui est à ce jour le seul scientifique à avoir étudié le cycle complet de reproduction des manchots, a constaté que ces animaux, pendant la période de reproduction, s'accouplent avec tout ce qu'ils trouvent : de la femelle décédée jusqu'au poussin qu'ils finissent souvent par tuer.
Pendant cette saison de reproduction, ils se rassemblent en immenses colonies — plusieurs milliers de couples — sur des côtes désertes et escarpées. Ces colonies contiennent parfois différentes espèces de Sphéniscidés, mais qui sont alors assez nettement séparées. Seul le manchot à jugulaire niche en effectifs de quelques individus au milieu des colonies de manchots Adélie en Terre Adélie. Leurs sites de nidification peuvent être très difficiles d'accès, et éloignés de plusieurs kilomètres de l'océan. Les différentes espèces n'ont pas les mêmes nids. Certains creusent la glace ou les cailloux pour former un terrier bien protégé, tel le manchot de Humboldt et celui du Cap, d'autres forment un nid à l'aide de brindilles, à l'air libre, tel le manchot d'Adélie. Enfin, les manchots royaux et empereurs gardent leur unique œuf sur leurs pattes. De 30 à 50 jours sont nécessaires à l'éclosion. Les plus petites espèces nichent sous les blocs de rochers comme les gorfous sauteurs ou dans des crevasses comme le manchot pygmée et même dans des terriers comme les espèces du genre Spheniscus.
À la naissance, les petits sont recouverts d'un duvet gris. Les parents vont alors en mer pour chercher de la nourriture et la régurgitent pour leur petit. Lorsque le duvet tombe, le petit s'aventure en mer et doit, dès lors, se nourrir seul.
Le mode de communication des manchots présente quelques similitudes avec le langage des humains. Leurs cris sont conformes à la loi de Zipf et à la loi de Menzerath-Altmann. En effet, les sons (ce qui serait l'équivalent de nos mots) les plus fréquemment utilisés par ces animaux sont les plus courts et plus leurs successions de sons (l'équivalent de nos phrases) sont longues, plus les sons qui la composent sont courts.

## Prédateurs
En premier lieu, l'homme a été un de leurs prédateurs, les Sphéniscidés ayant été très appréciés pour leur huile. Cependant, l'Antarctique a été une barrière, tant géographique qu'environnementale, à leur trop grande chasse.
Les prédateurs naturels sont principalement les phoques léopards et les épaulards. De plus, il faut citer les labbes, les pétrels géants et les skuas qui s'attaquent aux petits et aux œufs.

## Répartition

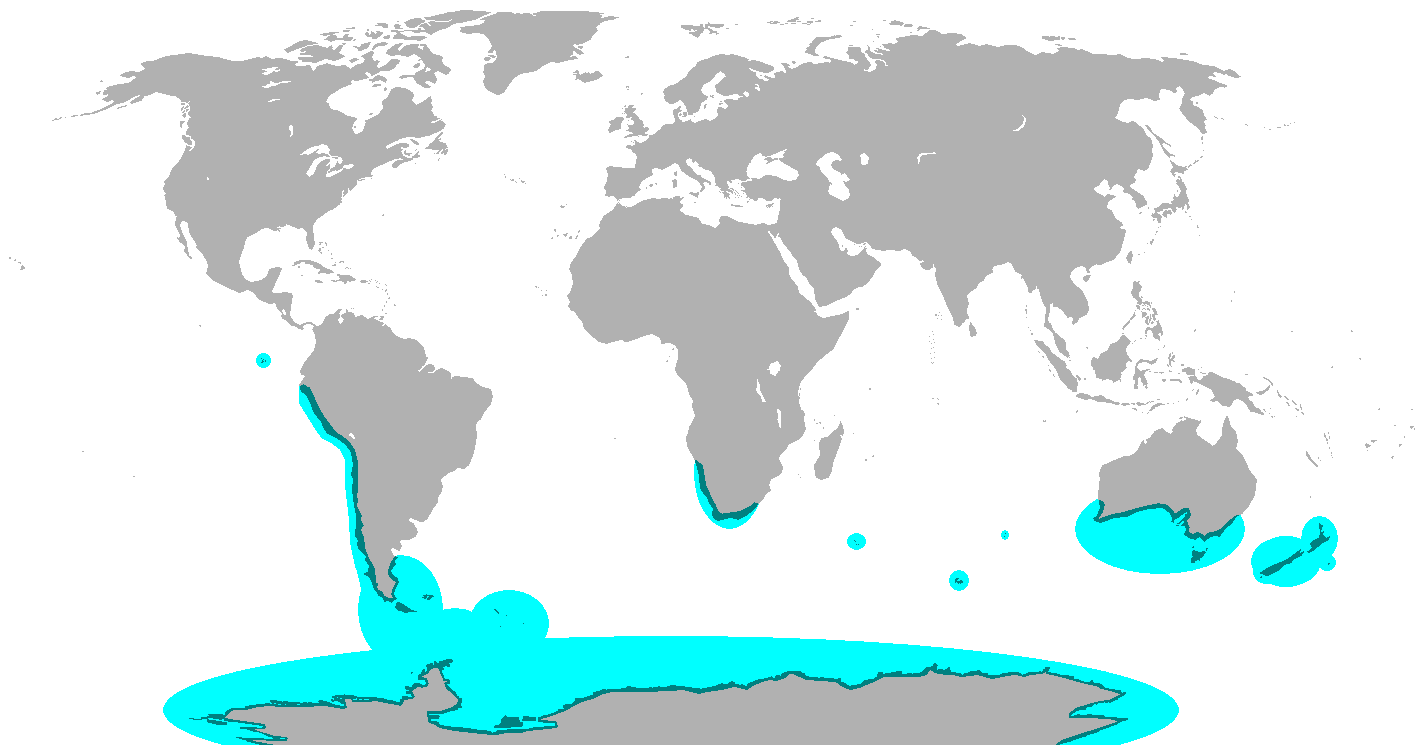
Répartition des différentes espèces de manchot dans le monde.

En dépit du fait que les manchots soient communément associés à l'Antarctique, ils se retrouvent dans nombre d'habitats variés de l'hémisphère austral dans des régions allant de l'Antarctique à l'équateur :
- Quatre espèces de manchots habitent l'Antarctique et/ou les îles de l'Antarctique : le Manchot empereur, le Manchot Adélie, le Manchot à jugulaire et le Manchot papou.
- La majorité des espèces de manchots se reproduisent sur des îles dans les eaux sub-antarctiques des mers du Sud (océan Austral), Atlantique Sud, Pacifique Sud et Sud de l'océan Indien. Manchot royal, Gorfou de Moseley, Gorfou doré.
- Plusieurs espèces de manchots ne se trouvent que sur les côtes et les îles d'Australie et/ou de Nouvelle-Zélande : Manchot pygmée, Gorfou des Snares, Gorfou huppé, Gorfou du Fiordland et Manchot antipode.
- Plus au nord, se rapprochant de l'équateur, les manchots se reproduisent sur les côtes plus tempérées d'Amérique du Sud et d'Afrique : Manchot de Humboldt, Manchot de Magellan, Manchot des Galapagos et Manchot du Cap.

Certaines espèces effectuent de grandes migrations en pleine mer comme les trois espèces de Pygoscelis et au contraire, d’autres sont sédentaires comme le manchot des Galapagos. Les genres Megadyptes et Eudyptula vivent en Australie et en Nouvelle-Zélande. Les espèces du genre Spheniscus vivent en zone tempérée en Afrique du Sud, en Amérique du Sud ou tropicale aux Galàpagos. Les genres Aptenodytes, Pygoscelis et Eudyptes nichent en territoires australs et antarctiques, en effectifs souvent très importants.

## Diversification
Grâce à l'étude des gènes des manchots par la biologie moléculaire et la bioinformatique, des reconstructions phylogénétiques ont été réalisées, montrant que le grand empereur et les manchots royaux sont frères de tous les autres manchots existants.
Pour faire ceci, les génomes de 18 espèces de manchots existantes (22 individus) ont été séquencés. Cela a été fait en prélevant un échantillon de sang avec l'autorisation des comités d'éthique et de bien-être des lieux où se trouvent les collaborateurs de cette recherche. L'ADN a été isolé à l'aide d'un protocole d'extraction de sel, puis l'ADN génomique a été fragmenté à l'aide d'un ultrasonateur focalisé (de sorte que toutes les séquences d'ADN de tous les manchots soient de la même longueur), le kit TruSeq Nano d'Illumina a été utilisé pour construire des bibliothèques d'extrémités appariées avec cet ADN. Les extrémités ont ensuite été réparées avec un mélange de queue A et d'une enzyme de ligature qui a fixé un adaptateur Illumina pour pouvoir bien détecter l'ADN. L'échantillon a été amplifié et enrichi par PCR, purifié et, grâce à la plateforme HiSeq d'Illumina, les échantillons d'ADN liés aux adaptateurs d'Illumina ont été séquencés.
Après avoir cartographié les données de chaque individu, l'ensemble des génomes assemblés a été analysé grâce à des programmes statistiques. De plus, le langage Python a été utilisé pour créer un script qui a permis de paralléliser les valeurs afin de réaliser les arbres phylogénétiques. Grâce à ces arbres, ils ont pu répondre aux problèmes qui ont été proposés.
Les manchots passent la plus grande partie de leur vie dans la mer, effectuant souvent de longues plongées à la recherche de nourriture. Ils stockent l'oxygène dans leurs poumons, leur sang et leurs muscles, et leur taux de consommation d'oxygène peut être très faible. Les deux plus grandes espèces de manchots, les manchots empereurs et royaux, peuvent atteindre des profondeurs de plus de 300 m et des durées de plongée maximales de 22 et 8 minutes, respectivement. Les plus petits, à l'exception des manchots à jugulaire, ont tendance à plonger en eau peu profonde (moins de 50 mètres) pendant 1 à 2 minutes. À cet égard, les différences de nucléotides dans la myoglobine entre les groupes d'espèces peuvent être associées à des différences de capacité de plongée.
Par exemple, nous avons trouvé plusieurs substitutions non synonymes qui étaient courantes chez les manchots Pygoscelis, Eudyptes et Aptenodytes mais qui différaient entre les genres. Il est possible que ces mutations codent une capacité de fixation de l'oxygène plus élevée, ce qui faciliterait les plongées profondes et prolongées des apténodites et de certaines espèces de manchots Pygoscelis par rapport aux Eudyptes.
Les résultats des études suggèrent que l'adaptation par des gènes impliqués dans de multiples voies génétiques interconnectées a augmenté le succès de la recherche de nourriture et la survie des espèces de manchots à travers divers gradients de température et de salinité. Le succès de la recherche de nourriture est associé à la performance reproductive et aussi à la survie pendant les longues périodes de jeûne pendant les soins aux œufs et aux poussins. Prises ensemble, ces adaptations auraient favorisé l'irradiation des espèces de manchots dans tout l'hémisphère sud.
Les manchots ont une histoire évolutive remarquable. Leur rayonnement des côtes de la Nouvelle-Zélande et de l'Australie vers d'autres parties de l'hémisphère sud a été facilité par les changements des schémas de circulation globale au cours des vingt derniers millions d'années. Les analyses ont détecté une sélection positive par le biais de divers réseaux génétiques, suggérant que l'adaptation moléculaire a favorisé l'établissement de populations de manchots dans les régions antarctiques et tropicales et a amélioré la capacité de certaines espèces à plonger en profondeur.
Les reconstitutions démographiques du dernier million d'années montrent que la plupart des espèces de manchots ont décliné pendant les graves conditions de glace de la dernière période glaciaire dans l'océan Austral, un résultat conforme à celui obtenu pour plusieurs autres espèces d'oiseaux. Cela suggère que les manchots sont originaires de régions où la température maximale à la surface de la mer est de 9 °C et se sont diversifiés sur des millions d'années pour occuper les eaux froides de l'Antarctique et les eaux chaudes des tropiques.
Il semble donc peu probable que les espèces adaptées localement puissent suivre le rythme du changement climatique rapide d'aujourd'hui, un rythme bien supérieur à celui observé au cours des temps géologiques, d'autant plus que les espèces marines peuvent être plus vulnérables au réchauffement climatique que les espèces test terrestres.
Cette vulnérabilité est particulièrement pertinente dans le cas des manchots, comme le montre la récente mortalité massive des poussins de manchots Adélie et la relocalisation des manchots Empereur en réponse aux conditions sous-optimales de la glace de mer.
Alors que les études génomiques à grande échelle et les modèles climatiques mondiaux sophistiqués deviennent de plus en plus disponibles, l'application d'approches telles que celles présentées ici est très prometteuse pour fournir de nouvelles informations sur l'histoire de l'évolution et la vulnérabilité climatique de nombreuses espèces parmi les plus énigmatiques du monde.

## Classification

### Liste des espèces actuelles
Selon la classification de référence du Congrès ornithologique international (version 6.2, 2016) :
- Famille Spheniscidae Bonaparte, 1831:
  - genre Aptenodytes Miller, JF, 1778
    - Aptenodytes patagonicus Miller, JF, 1778 – Manchot royal
    - Aptenodytes forsteri Gray, GR, 1844 – Manchot empereur

  - genre Pygoscelis Wagler, 1832
    - Pygoscelis papua (Forster, JR, 1781) – Manchot papou
    - Pygoscelis adeliae (Hombron & Jacquinot, 1841) – Manchot Adélie
    - Pygoscelis antarcticus (Forster, JR, 1781) – Manchot à jugulaire

  - genre Eudyptes Vieillot, 1816
    - Eudyptes pachyrhynchus Gray, GR, 1845 – Gorfou du Fiordland
    - Eudyptes robustus Oliver, 1953 – Gorfou des Snares
    - Eudyptes sclateri Buller, 1888 – Gorfou huppé
    - Eudyptes chrysocome (Forster, JR, 1781) – Gorfou sauteur
    - Eudyptes moseleyi Mathews & Iredale, 1921 – Gorfou de Moseley
    - Eudyptes schlegeli Finsch, 1876 – Gorfou de Schlegel
    - Eudyptes chrysolophus (von Brandt, JF, 1837) – Gorfou doré

  - genre Megadyptes Milne-Edwards, 1880
    - Megadyptes antipodes (Hombron & Jacquinot, 1841) – Manchot antipode

  - genre Eudyptula Bonaparte, 1856
    - Eudyptula minor (Forster, JR, 1781) – Manchot pygmée

  - genre Spheniscus Brisson, 1760
    - Spheniscus demersus (Linnaeus, 1758) – Manchot du Cap
    - Spheniscus magellanicus (Forster, JR, 1781) – Manchot de Magellan
    - Spheniscus humboldti Meyen, 1834 – Manchot de Humboldt
    - Spheniscus mendiculus Sundevall, 1871 – Manchot des Galapagos

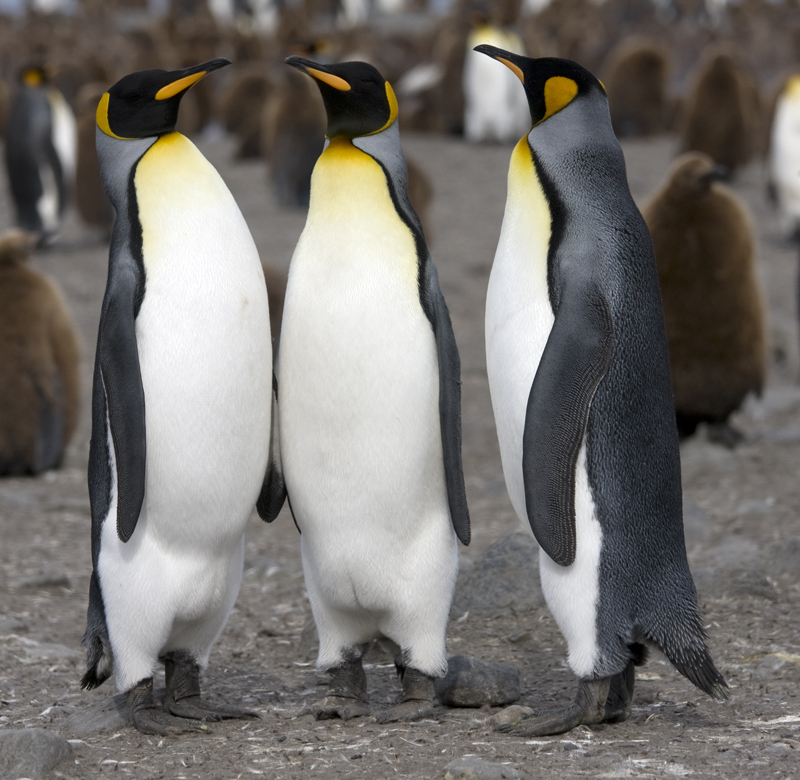
Aptenodytes patagonicus
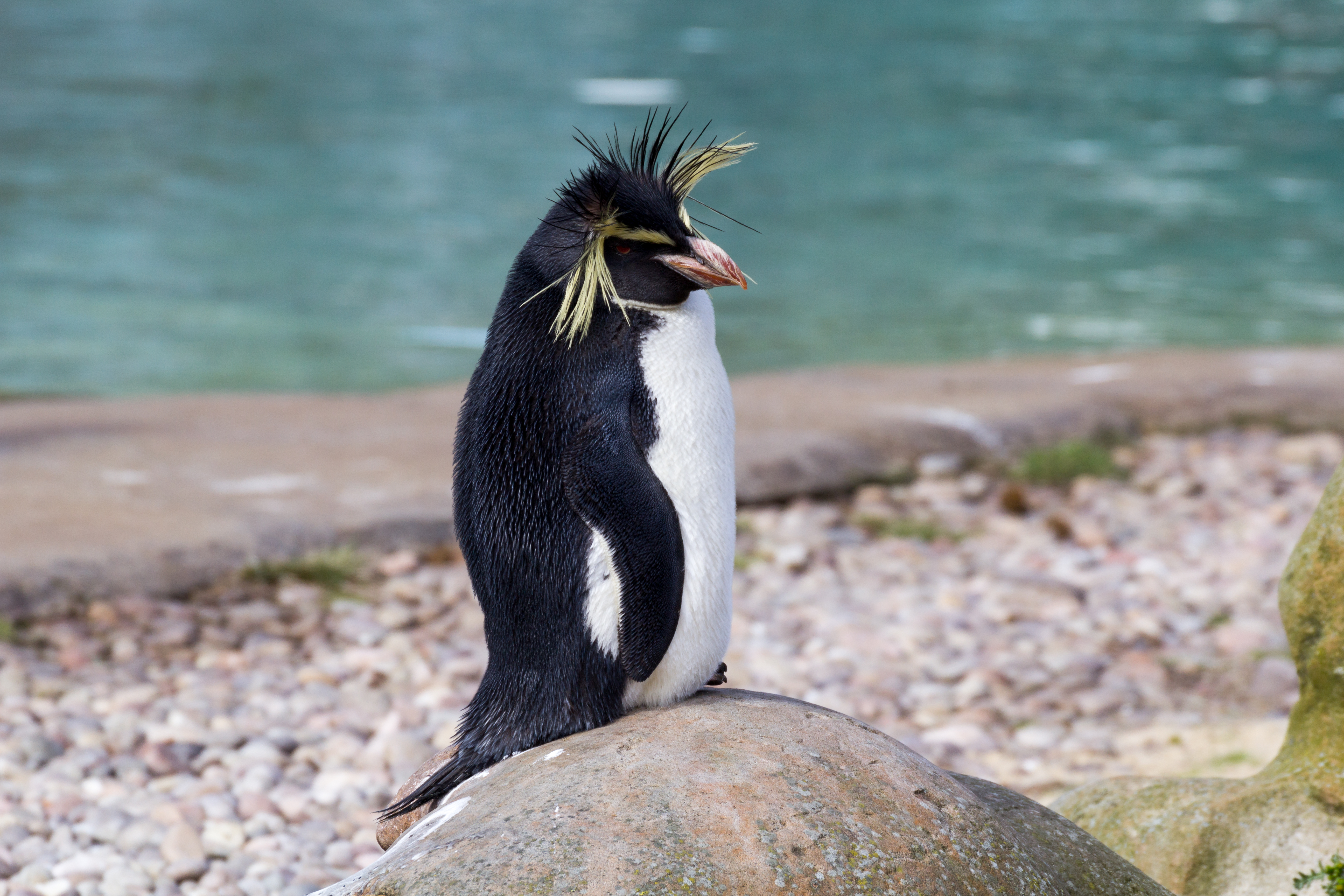
Eudyptes moseleyi
Eudyptula minor
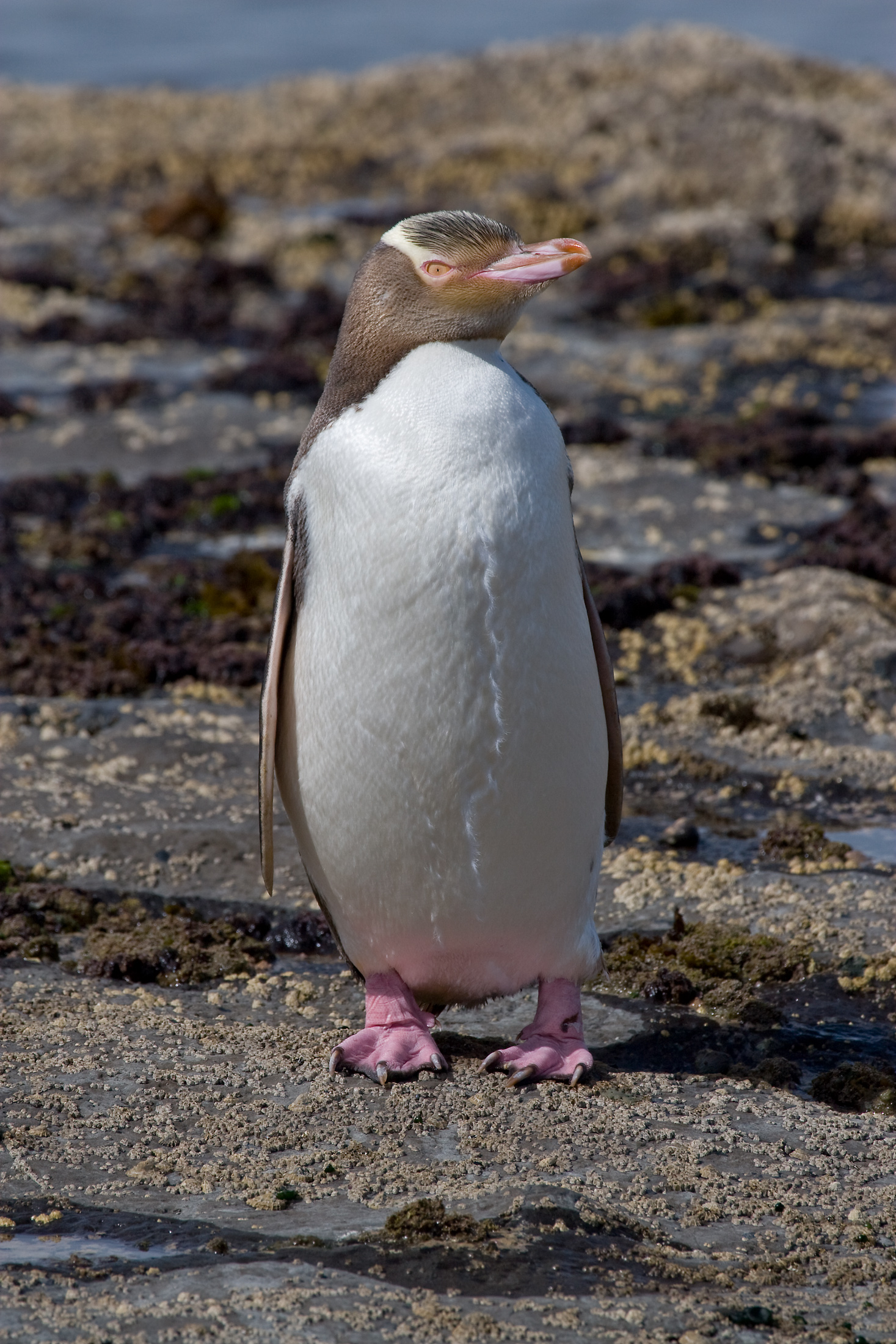
Megadyptes antipodes
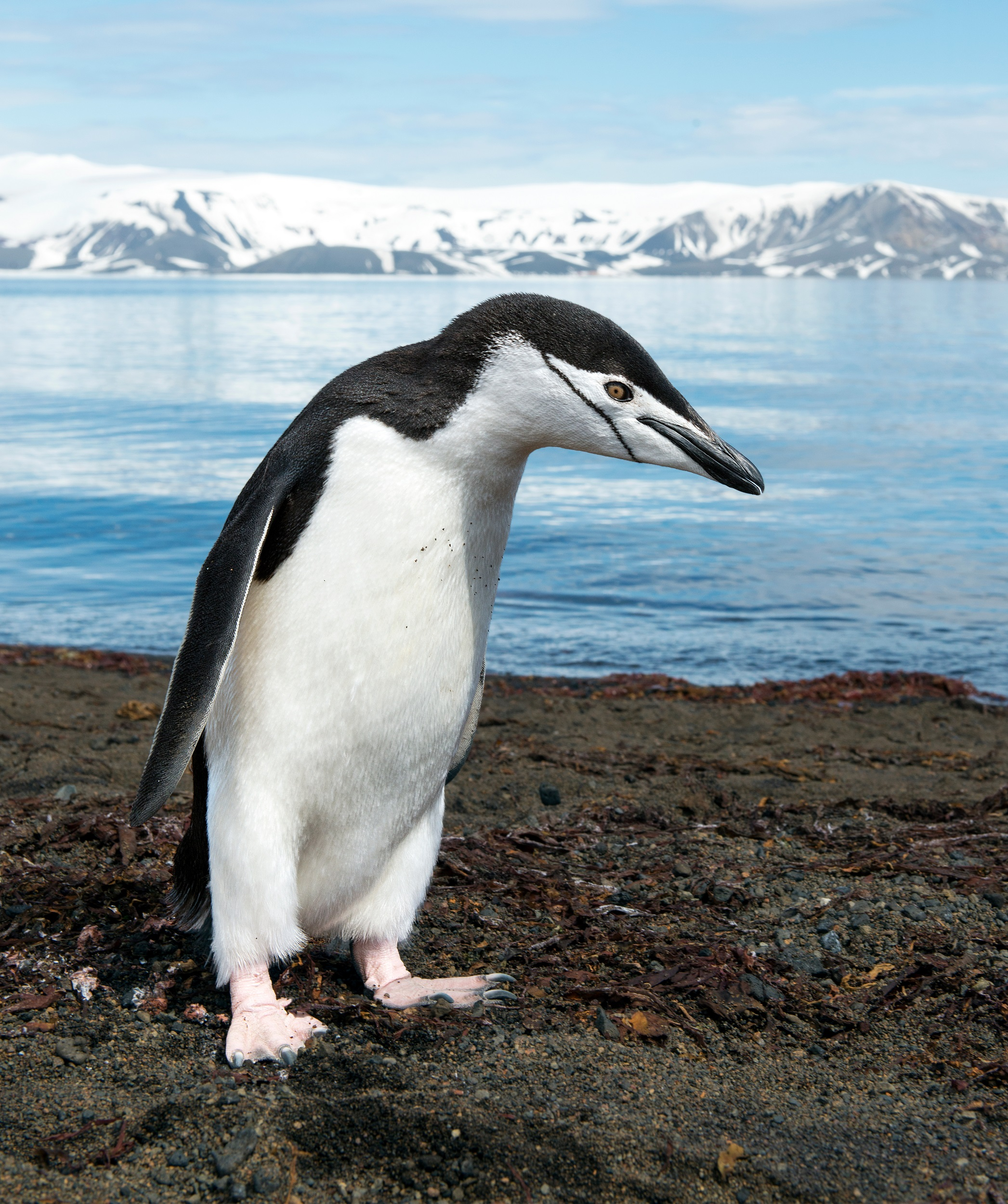
Pygoscelis antarcticus
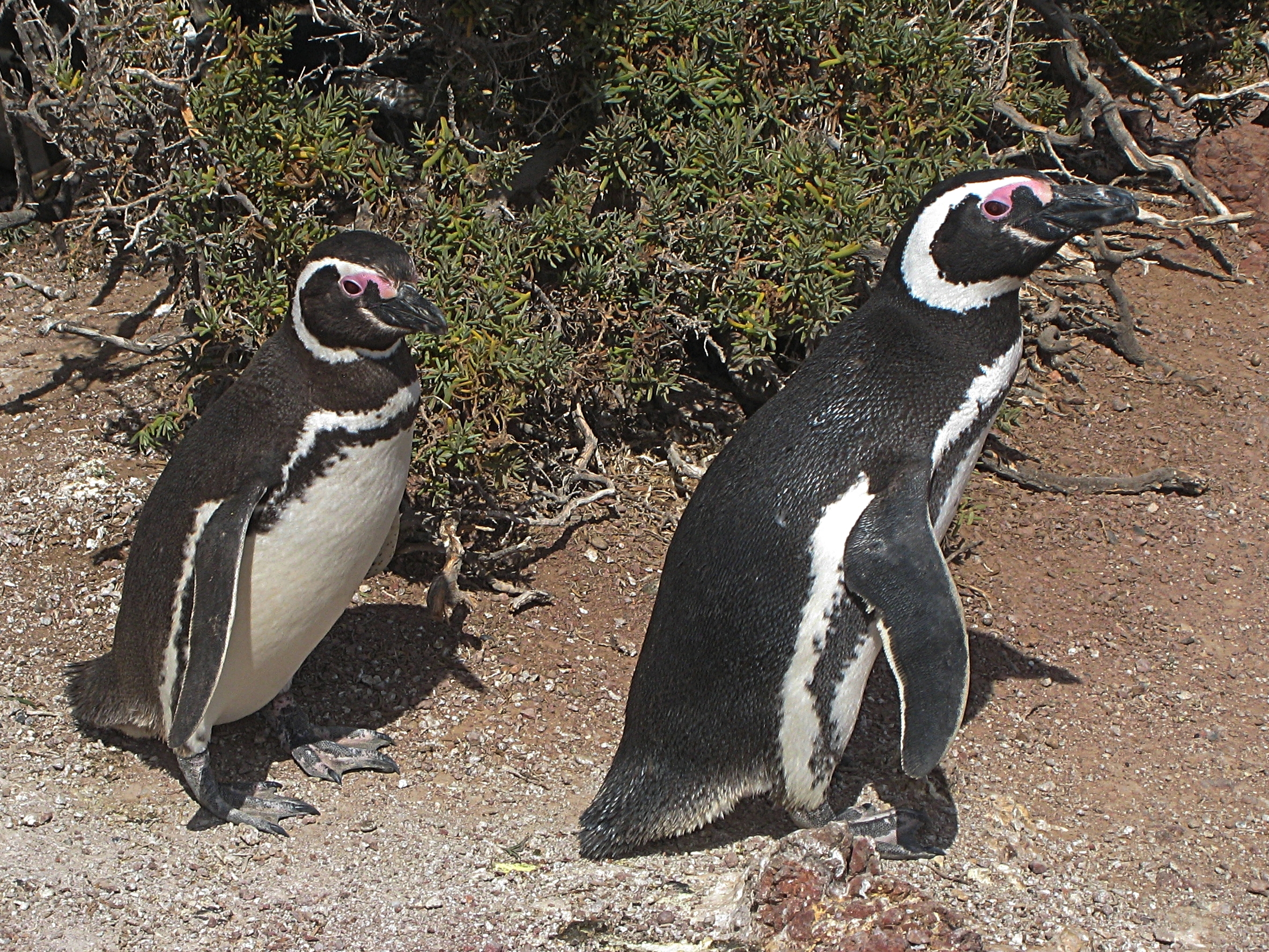
Spheniscus magellanicus

### Genres fossiles
Les genres fossiles basaux ont été pendant un temps inclus dans la famille Spheniscidae tandis que les genres modernes étaient regroupés dans la sous-famille Spheniscinae. Aujourd'hui, les scientifiques font de Spheniscidae le groupe-couronne des espèces actuelles et placent les genres fossiles basaux seulement dans Sphenisciformes.

Liste des genres fossiles selon Fossilworks Paleobiology Database:
- Anthropodyptes Simpson, 1959 †
- Anthropornis Wiman, 1905 †
- Archaeospheniscus Marples, 1952 †
- Arthrodytes Ameghino, 1905 †
- Dege Simpson, 1979 †
- Delphinornis Wiman, 1905 †
- Duntroonornis Marples, 1953 †
- Eretiscus Olson, 1986 †
- Icadyptes Clarke, 2007 †
- Inkayacu Clarke & al., 2010 †
- Inguza Simpson, 1975 †
- Kairuku Ksepka, Fordyce, Ando & Jones, 2012 †
- Korora Marples, 1952 †
- Marambiornis Myrcha & al., 2002 †
- Marplesornis Simpson, 1972 †
- Mesetaornis Myrcha & al., 2002 †
- Nucleornis Simpson, 1979 †
- Pachydyptes Oliver, 1930 †
- Palaeeudyptes Huxley, 1859 †
- Palaeospheniscus Moreno & Mercerat, 1891 †
- Paraptenodytes Ameghino, 1891 †
- Perudyptes J.A. Clarke & al., 2007 †
- Platydyptes Marples, 1953 †
- Pseudaptenodytes Simpson, 1970 †
- Tonniornis Tambussi & al., 2006 †
- Waimanu Slack & al., 2006 †
- Wimanornis Simpson, 1971 †

Au sein de Spheniscidae:
- Madrynornis Acosta Hospitaleche et al. 2007 † (proche des gorfous)

Le plus ancien Sphenisciformes connu avec des proportions et une taille (1,10 m) semblables à celles des manchots modernes, Kupoupou stilwelli, a été découvert et décrit en 2019 dans le Paléocène de Nouvelle-Zélande. Il est daté environ entre 62,5 et 60 Ma (millions d'années).
Quelques Sphenisciformes disparus reconstitués par les paléoartistes Nobu Tamura (1 et 2), A.S. Tatarinov (3) et Martin Chávez (4) : 

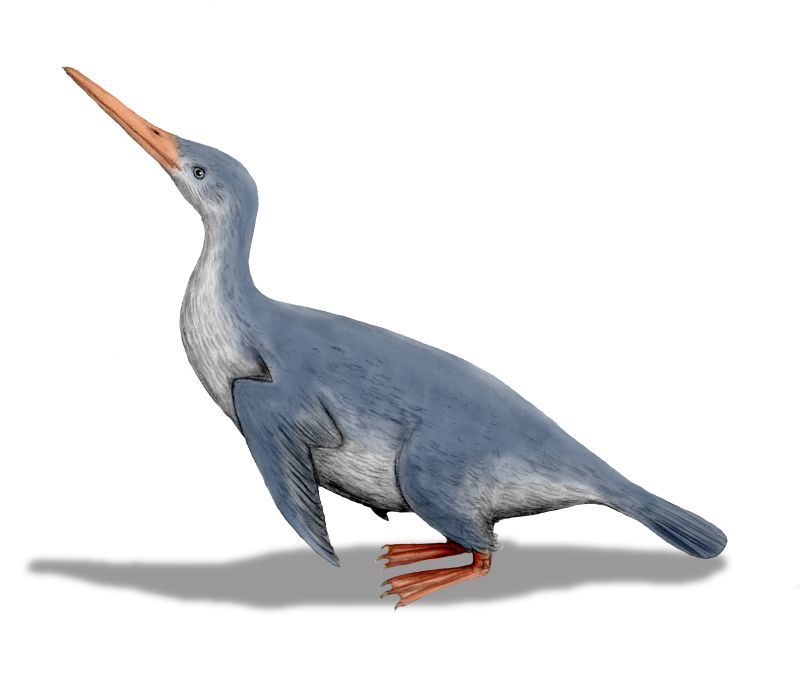
1 - Waimanu manneringi
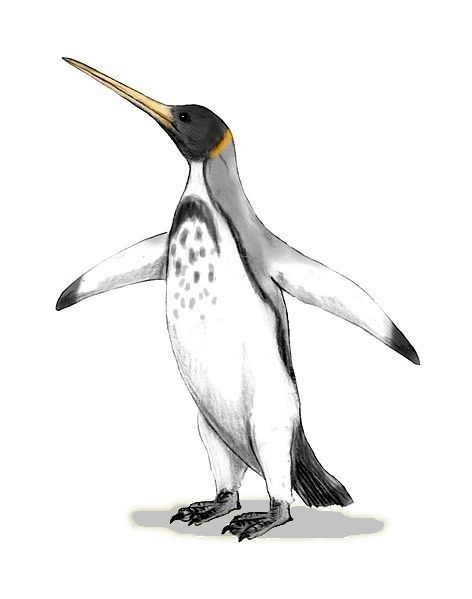
2 - Icadyptes salasi
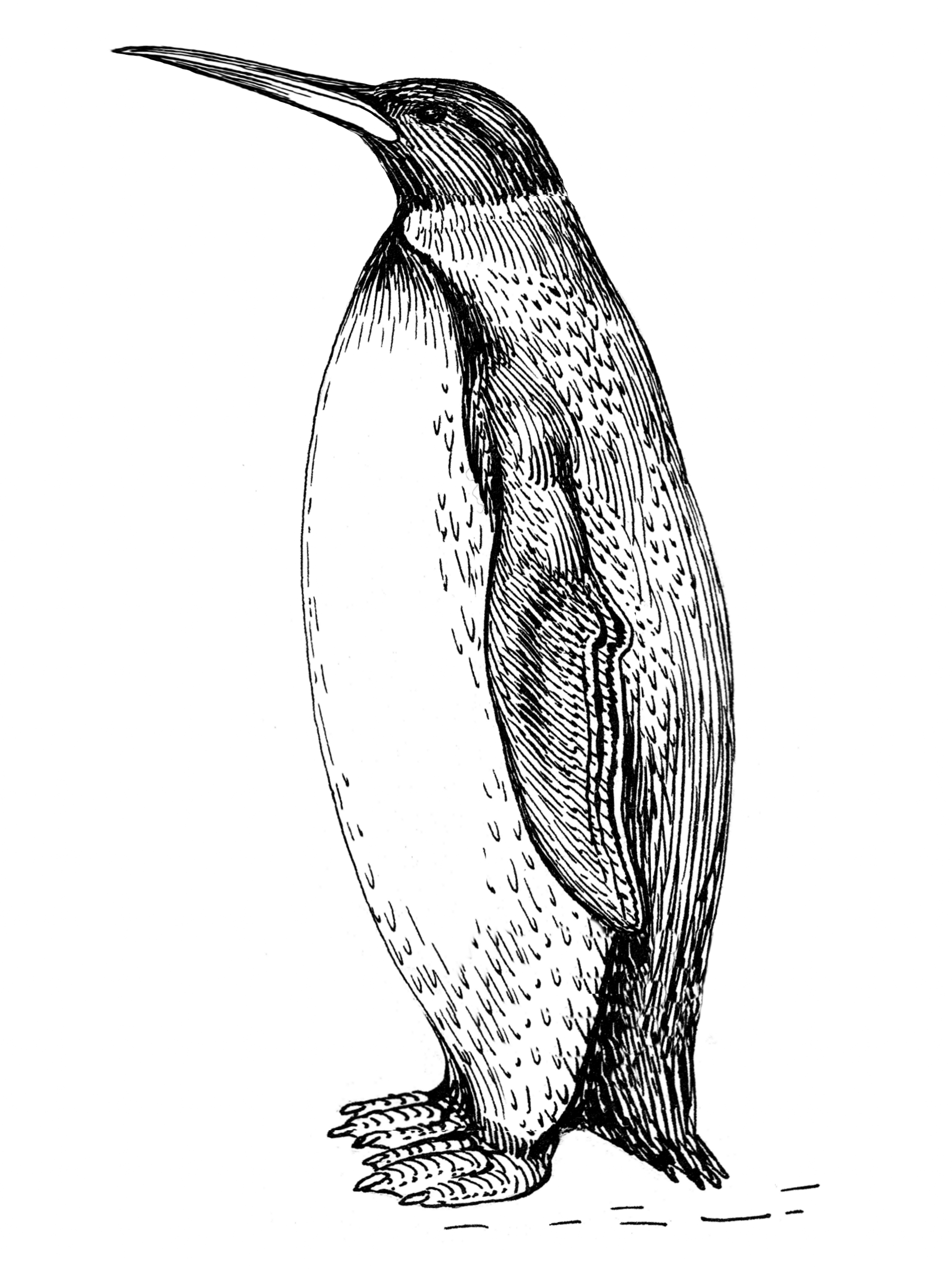
3 - Palaeeudyptes klekowskii
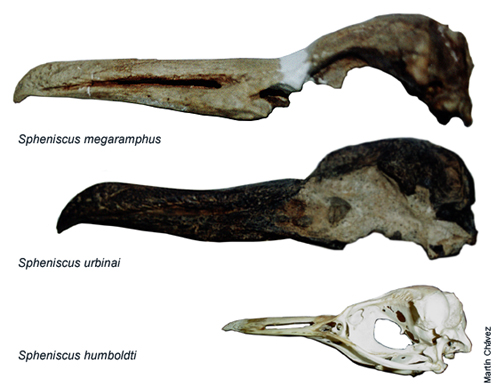
4 - Crânes de Spheniscus megaramphus, S. urbinai et S. humboldti'.

## Phylogénie

### De l'ordre
L'étude de la morphologie laissaient penser à une proximité avec les Gaviiformes et les Podicipediformes, mais les analyses d'ADN ont démontré qu'ils étaient le groupe frère des Procellariiformes.
Phylogénie des différents ordres d'oiseaux marins du clade Ardeae, d'après Jarvis et al. (2014) et Yury et al. (2013) :
|  | Eurypygiformes   |
|  |                  |
|  | Phaethontiformes |
|  |                  |

|  | Procellariiformes |
|  |                   |
|  | Sphenisciformes   |
|  |                   |

|  | Ciconiiformes                                                 |
|  |                                                               |
|  | \| \| Pelecaniformes \| \| \| \| \| \| Suliformes \| \| \| \| |
|  |                                                               |
|  | Pelecaniformes                                                |
|  |                                                               |
|  | Suliformes                                                    |
|  |                                                               |

|  | Pelecaniformes |
|  |                |
|  | Suliformes     |
|  |                |

|  | Procellariiformes |
|  |                   |
|  | Sphenisciformes   |
|  |                   |

|  | Ciconiiformes                                                 |
|  |                                                               |
|  | \| \| Pelecaniformes \| \| \| \| \| \| Suliformes \| \| \| \| |
|  |                                                               |
|  | Pelecaniformes                                                |
|  |                                                               |
|  | Suliformes                                                    |
|  |                                                               |

|  | Pelecaniformes |
|  |                |
|  | Suliformes     |
|  |                |

|  | Procellariiformes |
|  |                   |
|  | Sphenisciformes   |
|  |                   |

|  | Ciconiiformes                                                 |
|  |                                                               |
|  | \| \| Pelecaniformes \| \| \| \| \| \| Suliformes \| \| \| \| |
|  |                                                               |
|  | Pelecaniformes                                                |
|  |                                                               |
|  | Suliformes                                                    |
|  |                                                               |

|  | Pelecaniformes |
|  |                |
|  | Suliformes     |
|  |                |

|  | Procellariiformes |
|  |                   |
|  | Sphenisciformes   |
|  |                   |

|  | Ciconiiformes                                                 |
|  |                                                               |
|  | \| \| Pelecaniformes \| \| \| \| \| \| Suliformes \| \| \| \| |
|  |                                                               |
|  | Pelecaniformes                                                |
|  |                                                               |
|  | Suliformes                                                    |
|  |                                                               |

|  | Pelecaniformes |
|  |                |
|  | Suliformes     |
|  |                |

|  | Eurypygiformes   |
|  |                  |
|  | Phaethontiformes |
|  |                  |

|  | Procellariiformes |
|  |                   |
|  | Sphenisciformes   |
|  |                   |

|  | Ciconiiformes                                                 |
|  |                                                               |
|  | \| \| Pelecaniformes \| \| \| \| \| \| Suliformes \| \| \| \| |
|  |                                                               |
|  | Pelecaniformes                                                |
|  |                                                               |
|  | Suliformes                                                    |
|  |                                                               |

|  | Pelecaniformes |
|  |                |
|  | Suliformes     |
|  |                |

|  | Procellariiformes |
|  |                   |
|  | Sphenisciformes   |
|  |                   |

|  | Ciconiiformes                                                 |
|  |                                                               |
|  | \| \| Pelecaniformes \| \| \| \| \| \| Suliformes \| \| \| \| |
|  |                                                               |
|  | Pelecaniformes                                                |
|  |                                                               |
|  | Suliformes                                                    |
|  |                                                               |

|  | Pelecaniformes |
|  |                |
|  | Suliformes     |
|  |                |

|  | Procellariiformes |
|  |                   |
|  | Sphenisciformes   |
|  |                   |

|  | Ciconiiformes                                                 |
|  |                                                               |
|  | \| \| Pelecaniformes \| \| \| \| \| \| Suliformes \| \| \| \| |
|  |                                                               |
|  | Pelecaniformes                                                |
|  |                                                               |
|  | Suliformes                                                    |
|  |                                                               |

|  | Pelecaniformes |
|  |                |
|  | Suliformes     |
|  |                |

|  | Procellariiformes |
|  |                   |
|  | Sphenisciformes   |
|  |                   |

|  | Ciconiiformes                                                 |
|  |                                                               |
|  | \| \| Pelecaniformes \| \| \| \| \| \| Suliformes \| \| \| \| |
|  |                                                               |
|  | Pelecaniformes                                                |
|  |                                                               |
|  | Suliformes                                                    |
|  |                                                               |

|  | Pelecaniformes |
|  |                |
|  | Suliformes     |
|  |                |

|  | Eurypygiformes   |
|  |                  |
|  | Phaethontiformes |
|  |                  |

|  | Procellariiformes |
|  |                   |
|  | Sphenisciformes   |
|  |                   |

|  | Ciconiiformes                                                 |
|  |                                                               |
|  | \| \| Pelecaniformes \| \| \| \| \| \| Suliformes \| \| \| \| |
|  |                                                               |
|  | Pelecaniformes                                                |
|  |                                                               |
|  | Suliformes                                                    |
|  |                                                               |

|  | Pelecaniformes |
|  |                |
|  | Suliformes     |
|  |                |

|  | Procellariiformes |
|  |                   |
|  | Sphenisciformes   |
|  |                   |

|  | Ciconiiformes                                                 |
|  |                                                               |
|  | \| \| Pelecaniformes \| \| \| \| \| \| Suliformes \| \| \| \| |
|  |                                                               |
|  | Pelecaniformes                                                |
|  |                                                               |
|  | Suliformes                                                    |
|  |                                                               |

|  | Pelecaniformes |
|  |                |
|  | Suliformes     |
|  |                |

|  | Procellariiformes |
|  |                   |
|  | Sphenisciformes   |
|  |                   |

|  | Ciconiiformes                                                 |
|  |                                                               |
|  | \| \| Pelecaniformes \| \| \| \| \| \| Suliformes \| \| \| \| |
|  |                                                               |
|  | Pelecaniformes                                                |
|  |                                                               |
|  | Suliformes                                                    |
|  |                                                               |

|  | Pelecaniformes |
|  |                |
|  | Suliformes     |
|  |                |

|  | Procellariiformes |
|  |                   |
|  | Sphenisciformes   |
|  |                   |

|  | Ciconiiformes                                                 |
|  |                                                               |
|  | \| \| Pelecaniformes \| \| \| \| \| \| Suliformes \| \| \| \| |
|  |                                                               |
|  | Pelecaniformes                                                |
|  |                                                               |
|  | Suliformes                                                    |
|  |                                                               |

|  | Pelecaniformes |
|  |                |
|  | Suliformes     |
|  |                |

|  | Eurypygiformes   |
|  |                  |
|  | Phaethontiformes |
|  |                  |

|  | Procellariiformes |
|  |                   |
|  | Sphenisciformes   |
|  |                   |

|  | Ciconiiformes                                                 |
|  |                                                               |
|  | \| \| Pelecaniformes \| \| \| \| \| \| Suliformes \| \| \| \| |
|  |                                                               |
|  | Pelecaniformes                                                |
|  |                                                               |
|  | Suliformes                                                    |
|  |                                                               |

|  | Pelecaniformes |
|  |                |
|  | Suliformes     |
|  |                |

|  | Procellariiformes |
|  |                   |
|  | Sphenisciformes   |
|  |                   |

|  | Ciconiiformes                                                 |
|  |                                                               |
|  | \| \| Pelecaniformes \| \| \| \| \| \| Suliformes \| \| \| \| |
|  |                                                               |
|  | Pelecaniformes                                                |
|  |                                                               |
|  | Suliformes                                                    |
|  |                                                               |

|  | Pelecaniformes |
|  |                |
|  | Suliformes     |
|  |                |

|  | Procellariiformes |
|  |                   |
|  | Sphenisciformes   |
|  |                   |

|  | Ciconiiformes                                                 |
|  |                                                               |
|  | \| \| Pelecaniformes \| \| \| \| \| \| Suliformes \| \| \| \| |
|  |                                                               |
|  | Pelecaniformes                                                |
|  |                                                               |
|  | Suliformes                                                    |
|  |                                                               |

|  | Pelecaniformes |
|  |                |
|  | Suliformes     |
|  |                |

|  | Procellariiformes |
|  |                   |
|  | Sphenisciformes   |
|  |                   |

|  | Ciconiiformes                                                 |
|  |                                                               |
|  | \| \| Pelecaniformes \| \| \| \| \| \| Suliformes \| \| \| \| |
|  |                                                               |
|  | Pelecaniformes                                                |
|  |                                                               |
|  | Suliformes                                                    |
|  |                                                               |

|  | Pelecaniformes |
|  |                |
|  | Suliformes     |
|  |                |

### Dans l'ordre
Phylogénie des genres actuels de manchots, basée sur l'ADN et la morphologie, d'après Ksepka et al., 2006 :
|  | Eudyptes (gorfous)            |
|  |                               |
|  | Megadyptes (manchot antipode) |
|  |                               |

|  | Eudyptula (manchot pygmée) |
|  |                            |
|  | Spheniscus                 |
|  |                            |

|  | Eudyptes (gorfous)            |
|  |                               |
|  | Megadyptes (manchot antipode) |
|  |                               |

|  | Eudyptula (manchot pygmée) |
|  |                            |
|  | Spheniscus                 |
|  |                            |

|  | Eudyptes (gorfous)            |
|  |                               |
|  | Megadyptes (manchot antipode) |
|  |                               |

|  | Eudyptula (manchot pygmée) |
|  |                            |
|  | Spheniscus                 |
|  |                            |

|  | Eudyptes (gorfous)            |
|  |                               |
|  | Megadyptes (manchot antipode) |
|  |                               |

|  | Eudyptula (manchot pygmée) |
|  |                            |
|  | Spheniscus                 |
|  |                            |

|  | Eudyptes (gorfous)            |
|  |                               |
|  | Megadyptes (manchot antipode) |
|  |                               |

|  | Eudyptula (manchot pygmée) |
|  |                            |
|  | Spheniscus                 |
|  |                            |

|  | Eudyptes (gorfous)            |
|  |                               |
|  | Megadyptes (manchot antipode) |
|  |                               |

|  | Eudyptula (manchot pygmée) |
|  |                            |
|  | Spheniscus                 |
|  |                            |

|  | Eudyptes (gorfous)            |
|  |                               |
|  | Megadyptes (manchot antipode) |
|  |                               |

|  | Eudyptula (manchot pygmée) |
|  |                            |
|  | Spheniscus                 |
|  |                            |

|  | Eudyptes (gorfous)            |
|  |                               |
|  | Megadyptes (manchot antipode) |
|  |                               |

|  | Eudyptula (manchot pygmée) |
|  |                            |
|  | Spheniscus                 |
|  |                            |

## Les manchots et l'homme

### Statut de conservation
Au début du XXe siècle, le guano, dans lequel les manchots dissimulent leurs œufs, a été tellement surexploité que les femelles furent obligées de pondre à même le sol, ce dont surent profiter les charognards[réf. nécessaire]. Les populations de sphéniscidés sont globalement en déclin même si les populations de gorfou de Schlegel ou de Gorfou des Snares se maintiennent. En 2008, selon les estimations de l'UICN, trois espèces sont en danger (EN) : le Gorfou de Sclater, le Manchot des Galápagos, le Manchot antipode, l'estimation sur les deux premières pouvant évoluer vers un statut de danger critique d'extinction. Sept espèces sont considérées comme vulnérables, deux comme quasi-menacées, et cinq comme de préoccupation mineure. Deux sont inscrites sur la liste I de la CITES, le Manchot de Humboldt et le Manchot du Cap, toutes deux vulnérables selon l'UICN.

### Changement climatique
Si le continent Antarctique se réchauffe dans son ensemble, le réchauffement y est le plus rapide de l'hémisphère austral, dans la péninsule Antarctique — la plus au nord et qui pointe vers l'Amérique du Sud. La banquise à l'ouest de cette péninsule rétrécit et la durée de la prise de la mer en glaces est raccourcie.
- Le Manchot empereur élève ses poussins sur la partie gelée de la mer fixée à la terre. Si la mer gelée se brise avant que les poussins aient atteint une maturité suffisante avec des ailes imperméables à l'eau, ces derniers, balayés dans l'océan, y périssent presque à coup sûr. Pour l'adulte, la perte d'étendue de mer gelée équivaut à une moindre disponibilité de nourriture avec plus grande mortalité.
- Le Manchot Adélie, bien qu'il n'élève pas ses poussins sur la mer gelée (nids de galets aux endroits de la côte Antarctique où la glace est absente) est aussi affecté par le changement climatique. Les petits du manchot, qui sont protégés par leur duvet contre les chutes de neige (précipitations solides caractéristiques du climat antarctique), ne peuvent bénéficier d'aucune protection contre les pluies liées au réchauffement. Une fois mouillés, il gèlent et meurent.

Tous deux auraient sans doute un avenir très sombre en cas de changement global du climat.
Le réchauffement océanique conduirait aussi au déclin d'autres populations de manchots habitant les régions sub-antarctiques par le biais d'une raréfaction des sources de nourriture.
Après le passage de El Niño en 1982-1983 et en 1997-1998, la population de manchots des Galapagos a baissé de 77 %, puis de 65 % avec une population de moins de 2 000 individus, la plus faible parmi les manchots en 2010.

### Autres menaces
À côté du changement climatique global, la pollution par émissions de gaz à effet de serre serait la cause :
- de l'élévation du niveau de la mer (noyade de nids côtiers) [réf. nécessaire];
- de l'acidification des océans (réduction du taux d'ions carbonate utilisés par le plancton, les coraux et surtout les crustacés, et en ce qui nous concerne ici krill antarctique, nourriture principale du manchot). [réf. nécessaire]

La surpêche contribue à les priver de nourriture et à les affamer, provoquant leur disparition progressive en Afrique du Sud.

### Les manchots dans la culture
Même si beaucoup de ces œuvres ont le terme « pingouin » dans leur titre, elles font apparaître des manchots du fait du poids de la culture anglo-saxonne dans les cultures francophones (sauf au Québec).

#### Cinéma
- Chilly Willy, le petit manchot malicieux créé en 1953 par Walter Lantz et Tex Avery (anecdote : les aventures de Chilly Willy sont situées en Arctique, ce qui est une erreur).
- Dans Batman : Le Défi de Tim Burton, Oswald Cobblepot est recueilli bébé par les manchots empereur du zoo de Gotham, dont il se servira par la suite pour exécuter sa vangeance.
- Pen Pen, manchot ressemblant au gorfou, animal de compagnie du Major Misato Katsuragi dans la série et les films d'animation Neon Genesis Evangelion.
- La Marche de l'empereur, tourné en 2004 par Luc Jacquet, raconte le cycle de reproduction des manchots empereurs.
- Madagascar, film d'animation ayant un quatuor de manchots comme héros d'une intrigue secondaire. Sorti en 2005, il fera l'objet de deux suites en 2008 et 2012, puis un spin-off, centré sur les manchots, en 2014.
- Essaye-moi, film de Pef sorti en 2006, où un manchot est libéré d'un parc.
- Happy Feet, film d'animation en 3D relatant l'histoire d'un jeune manchot empereur tentant de compenser son manque de talent de chanteur par son talent de danse. Sorti en 2006, il fera l'objet d'une suite en 2011.
- Les Rois de la glisse (Surf's Up), film d'animation en 3D de 2007 où un jeune manchot se rend à l'île fictive de Pen Gu en vue de participer à un championnat mondial annuel de surf. .
- Monsieur Popper et ses pingouins, adaptation d'un livre de 1938, ce film américain de 2011 met en scène des manchots papous.
- Mon ami le petit manchot, réalisé en 2024 par David Schürmann, raconte l'histoire vraie d'un pêcheur brésilien qui sauve un Manchot de Magellan couvert de mazout, qui revient ensuite chaque année lui rendre visite.

#### Littérature
Andreï Kourkov, Le Pingouin ('Смерть постороннего' [Smert' postoronnevo], « La mort d'un intrus », 1996, titre russe actuel Пикник на льду, « Pique-nique sur la glace » ; Liana Levi, 2000 pour la traduction française). Un Kiévien qui a adopté un manchot quand le zoo de Kiev s'est dessaisi, faute de moyens, de certains de ses animaux, se trouve involontairement plongé, sous l'œil attentif et placide de son volatile, dans d'étranges aventures liées aux mafias.

#### Télévision
- Pingu, petit manchot héros d'une série d'animation en pâte à modeler.
- Pourquoi les manchots n'ont-ils pas froid aux pieds ?, une émission de télé
- Break, un animutant ayant l'apparence d'un manchot empereur en mode animal dans la série Transformers: Beast Wars Neo.
- Maurice, figure centrale des As de la Jungle, manchot adopté par une tigresse et devenu justicier
- La série Netflix Atypical met en scène un adolescent, Sam Gardner, passionné par l'Antarctique et les manchots.

#### Bande dessinée
- Tuxedo Gin, manga où un jeune voyou se retrouve réincarné en manchot adélie.
- Alfred, de la série de bande dessinée Zig et Puce, ressemblant par de nombreux points à un manchot (mais en fait serait plutôt un pingouin, car ayant été rencontré en Arctique).
- Squeak, personnage de manchote de la série de bande dessinée animalière britannique Pip, Squeak and Wilfred.

#### Informatique
- Pengo (1982) met en scène un manchot dans un labyrinthe de cubes de glace.
- Tux, la mascotte du noyau Linux est un manchot. Il est mis en scène dans plusieurs jeux pour ordinateur, comme Tux Racer, PlanetPenguin Racer, SuperTux, SuperTuxKart, TuxType ou TuxMath.
- Chill Penguin est un boss du jeu Mega Man X (1993).
- Medias Moritake, un youkai manchot empereur appartenant au jeu Brilliant Pagoda or Haze Castle, le 4e opus de la série de jeu Len'en.